# Беево (Сумская область)
Бе́ево (укр. Беєве) — село в Липоводолинском районе Сумской области Украины. Является административным центром Беевского сельского совета, в который, кроме того, входят сёла Куплеваха, Мельниково, Олещенково и Перемога.
Код КОАТУУ — 5923280801. Население по переписи 2001 года составляло 761 человек.

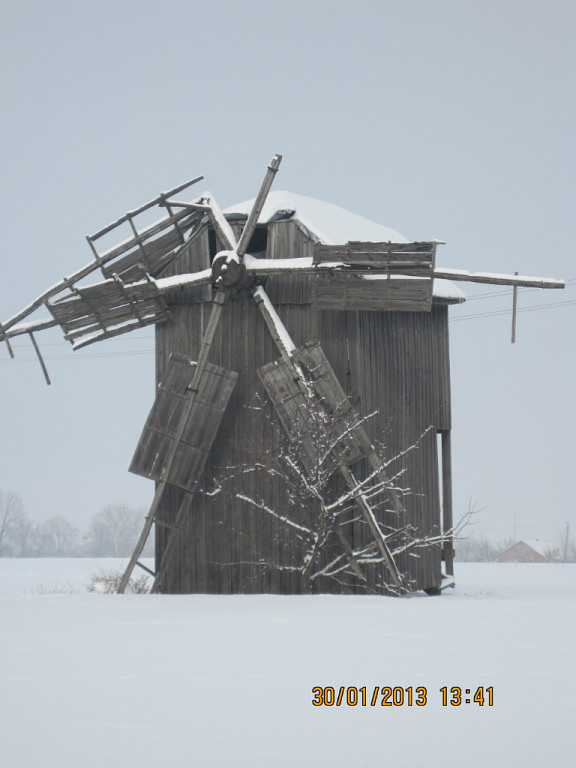
Деревянная мельница столбовой конструкции на околице села

## Географическое положение
Село Беево находится в 3-х км от левого берега реки Хорол. На расстоянии в 1,5 км расположены сёла Куплеваха и Олещенково. Рядом проходит газопровод Уренгой — Помары — Ужгород.

## История
- Село Беево основано в конце XVIII века.
- В ЦГИАУ в г. Киеве имеется исповедная ведомость за 1764 год.[3]
- Поблизости села Беево обнаружен курганный могильник.

## Экономика
- Молочно-товарная и свинотоварная фермы.
- «Беево», агрофирма.

## Объекты социальной сферы
- Дом культуры.

## Достопримечательности
- Деревянная мельница столбовой конструкции находится на околице села, у оврага, поросшего лесом. Построена в начале XX века.

## Известные люди
- Дивоча Валентина Афанасьевна — доктор медицинских наук, в 1938 году родилась в селе Беево.
- Омельченко, Николай Михайлович — член Национального союза писателей Украины, родился в 1930 году в с. Беево. Лауреат премии имени В. Г. Короленко.
- Омельченко, Василий Михайлович — член Национального союза писателей Украины, родился в 1931 году в с. Беево. Лауреат премии имени В. Г. Короленко.

## Религия
- Спасо-Преображенская церковь.